# San Francisco (khu tự quản)
San Francisco là một khu tự quản thuộc bang Falcón, Venezuela. Thủ phủ của khu tự quản San Francisco đóng tại Mirimire. Khự tự quản San Francisco có diện tích 346 km2, dân số theo điều tra dân số ngày 21 tháng 10 năm 2001 là 10000 người.